# 邢荣杰
邢榮傑（1911年—1997年11月20日），河北省無極縣人，中國軍事人物。
他於1933年擔任國民黨政府無極縣保安隊大隊長。1937年，他與內丘縣保安隊參加太行軍區冀西游擊隊，後來加入八路軍，並於同年加入中國共產黨。
在中國抗日戰爭期間，他先後擔任冀西游擊隊第五大隊大隊長、司令部參謀長兼第三支隊支隊長、冀豫抗日義勇軍參謀長、太行軍區第五軍分區第三十四團參謀長及第八軍分區參謀長等職位。
在第二次國共內戰期間，他先後擔任太行軍區第五分區參謀長、晉冀魯豫野戰軍第六縱隊第十六旅參謀長、第十八旅副旅長兼參謀長、中原軍區軍政大學總隊長、第二野戰軍第十二軍第三十六師師長等職位。他在內戰時先後參與了白晉鐵路破襲戰、邯鄲戰役、襄樊戰役、渡江戰役與西南戰役等戰役。
中華人民共和國成立之後，邢榮傑先後擔任中國人民解放軍第三兵團師長兼川東軍區涪陵軍分區司令員（1950年）、南京軍事學院訓練部戰術教授會教員與副主任（1952年）、駐越南大使館武官，重慶步兵學校校長、陝西省軍區副司令員等職。
邢榮傑於1955年被授予大校，並於1964年晉升為少將。他曾獲得二級獨立自由勳章與二級解放勳章。
1997年11月20日，他逝世於西安，終年86歲。